# Baía de Bounty

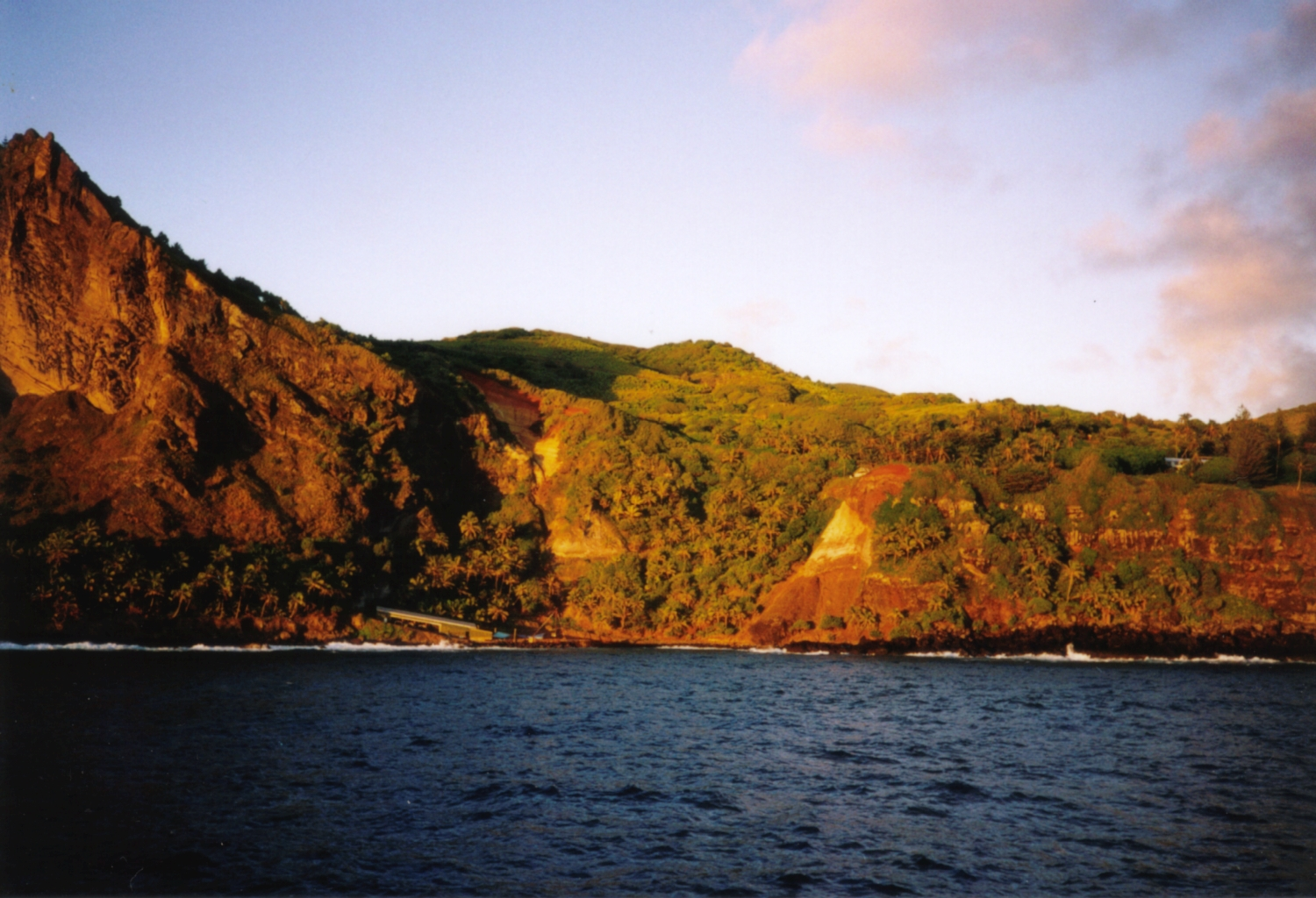
Baía de Bounty

A baía de Bounty é uma baía do oceano Pacífico, localizada na Ilhas Pitcairn.
A baía de Bounty foi nomeada depois que o HMS Bounty, um navio britânico do século XVIII amotinou-se. Atualmente, alguns habitantes das ilhas Pitcairn são descendentes em grande parte dos amotinados, como é exibido em alguns de seus sobrenomes.
Viajantes de Pitcairn são geralmente levados por escaler para a baía Bounty.

## Relações exteriores
- «Fotos de Pitcairn» (em inglês). - incluindo Baía de Bounty
- «Mapa da Ilha Pitcairn» (em inglês)